# Jennifer Lee
Jennifer Michelle Lee (East Providence, Rhode Island, 22 d'octubre de 1971) és una guionista, directora i productora estatunidenca, coneguda per ser la directora i guionista de la pel·lícula Frozen: El regne del gel, amb la qual va guanyar l'Oscar a la millor pel·lícula d'animació. Ha participat en altres pel·lícules de Walt Disney Animation Studios, companyia en la qual actualment ocupa el càrrec de vicepresidenta creativa.

## Carrera
Va obtenir un màster en belles arts a la Universitat d'Arts de Columbia, on va conèixer Phil Johnston, amb qui va escriure conjuntament el guió de Wreck-It Ralph (En Ralph, el destructor, en català). Va ser després elegida com a guionista per a la pel·lícula Frozen, de Disney Animation, i a finals del 2012, va ser anunciada també com a directora de la mateixa pel·lícula al costat de Chris Buck. Es considera la segona dona que ha dirigit una pel·lícula animada de Walt Disney Pictures, després de Brenda Chapman, directora de Brave (Brave (Indomable) en català). Frozen, que era una adaptació del conte de Hans Christian Andersen La reina de les neus, va acabar recaptant més de mil milions de dòlars en entrades, sent una de les pel·lícules més taquilleres en la història del cinema, i acabà obtenint l'Oscar a la millor pel·lícula d'animació.
El setembre de 2014 es va anunciar que Lee i Buck s'unirien de nou per codirigir el curtmetratge Frozen Fever, que es va estrenar el març de 2015. En el mateix mes van anunciar també una futura seqüela de Frozen. Mentrestant, Jennifer Lee va escriure el guió de A Wrinkle in Time, basat en una novel·la de Madeleine L'Engle. La pel·lícula es va estrenar el març de 2018.
Lee va ser nomenada vicepresidenta creativa de Walt Disney Animation Studios el 19 de juny de 2018.

## Filmografia

### Pel·lícules
| Any  | Pel·lícula               | Paper                          | Notes                                                                    |
| ---- | ------------------------ | ------------------------------ | ------------------------------------------------------------------------ |
| 2012 | En Ralph, el destructor  | Guionista                      |                                                                          |
| 2013 | Frozen                   | Directora, Guionista, Història | Codirigida amb Chris Buck, Premi Oscar a la millor pel·lícula d'animació |
| 2014 | Big Hero 6               | Directora creativa             |                                                                          |
| 2016 | Zootròpolis              | Història, directora creativa   |                                                                          |
| 2016 | Moana                    | Directora creativa             |                                                                          |
| 2018 | A Wrinkle in Time        | Guionista                      |                                                                          |
| 2019 | Frozen 2                 | Directora, Historía, Guionista | Codirigida amb Chris Buck                                                |
| 2020 | Raya and the Last Dragon | Productora executiva           |                                                                          |

### Curtmetratges
| Any  | Curt             | Paper                                     | Notes                    |
| ---- | ---------------- | ----------------------------------------- | ------------------------ |
| 2004 | A Thousand Words | Productora, Primera assistent de direcció | Curt                     |
| 2015 | Frozen Fever     | Directora, Guionista                      | Codirigit amb Chris Buck |